# 羅伯特·J·麥克法林
老羅伯特·約翰·麥克法林（英語：Robert John McFarlin, Sr.；1929年12月3日—2017年9月24日），是美國政治人物，前明尼蘇達州眾議院議員。

## 生平
麥克法林在賓夕法尼亞州伊斯頓出生，1951年在特拉华大学畢業；之後在1956年於明尼苏达大学獲得土木工程學士學位。1967年起，他當選為明尼蘇達州眾議院議員；至1971年不再連任；1973年再次成為州眾議院議員，到1975年離開。
2017年9月24日，麥克法林在明尼蘇達州杜魯斯逝世。